# Buddismo della Via di Diamante
Buddhismo della Via di Diamante è un'associazione religiosa e culturale.

## Descrizione
"Buddhismo della Via di Diamante" è un'associazione internazionale fondata da Ole Nydahl, Lama danese della scuola tibetana Kagyu e discepolo del XVI Karmapa insieme alla moglie Hannah.
L'organizzazione riconosce la propria massima autorità in Trinley Thaye Dorje, uno dei due candidati al titolo di XVII Karmapa, e raggruppa seicentotrentatré centri di meditazione e studio del buddismo tibetano in cinquantadue nazioni, prevalentemente in Europa, Russia, Usa e Israele.